# Anthene arnoldi
Anthene arnoldi е вид пеперуда от семейство Синевки (Lycaenidae). Видът е незастрашен от изчезване.

## Разпространение
Разпространен е в Замбия и Зимбабве.